# 林緗亭
林緗亭（1982年8月13日—），中華民國政治人物，民主進步黨籍，生於臺灣嘉義縣水上鄉，現任水上鄉鄉長。

## 簡介
世新大學法律系、國立中正大學政治學碩士畢業，現為水上鄉鄉長，曾任嘉義縣議員。父親為2屆議員及2屆水上鄉長的林崑山，叔叔為兩屆議員及一屆立委的林國慶。

## 外部連結
- 林緗亭的Facebook專頁